# Ozeriany (rejon pryłucki)
Ozeriany (ukr. Озеряни) – wieś na Ukrainie, w obwodzie czernihowskim, w rejonie pryłuckim, w hromadzie Warwa. W 2001 liczyła 1422 mieszkańców, wśród których 1402 wskazało jako ojczysty język ukraiński, 16 rosyjski, 1 mołdawski, 1 białoruski, a 2 ormiański.